# 戚夫人
戚夫人（せきふじん、拼音：Qī Fū-ren、? - 紀元前194年?）は、秦末から前漢初期の人物。高祖劉邦の側室で、劉如意の生母。一説によると名は懿。上体を後ろに大きく反らす楚舞を得意とし、劉邦とは遠征中に碁を打ったともいわれる。

## 生涯
定陶の人で、紀元前208年頃、楚漢戦争中に劉邦に見初められ、その寵愛を一身に受けて、劉如意を生む。劉邦の寵愛ゆえに子の劉如意は代王、次いで趙王に封建されたうえ、有力な皇太子候補と目されるようになる。戚夫人は劉邦（高祖）の親征には常に従軍し、劉如意を皇太子に立てるようにたびたび懇望した。
当時、皇太子は呂后の子・劉盈だった。だが劉盈は仁弱であり、対照的に劉如意は活発な性格であったことから、劉邦も徐々に劉盈を廃嫡して劉如意を皇太子に立てることを意識し始める。
しかし、劉邦が皇太子の交代を諮れた重臣たちはことごとく反対した。さらに、劉邦の信任が厚い張良の助言を受けた盈が、かつて劉邦が招聘に失敗した有名な学者たち（商山四皓）を自らの元に招いたことが決定打となり、劉邦は劉盈を皇太子にとどめることを決め、劉如意は趙王のままとされた。
一連の廃嫡計画ゆえに、戚夫人母子は劉盈の生母の呂雉に憎まれることとなる。紀元前195年に劉邦が死去して劉盈（恵帝）が即位すると、皇太后となった呂雉による報復が始まる。
まず、戚夫人を捕らえて永巷（えいこう：罪を犯した女官を入れる牢獄）に監禁し、囚人服を着せ、丸坊主にした後、強制労働として一日中豆を搗かせた。戚夫人が自らの境遇を嘆き悲しみ、詠んだ歌が「永巷歌」として『漢書』に収められている。
挙句、呂太后は長安に劉如意を呼びつける。恵帝は母の企みを半ば察して、異母弟の如意を身をもってかばった。だが恵帝が目を離したすきに、劉如意は毒殺されてしまう。その前後、戚夫人も殺害された。『史記』によると呂太后は戚夫人の両手両足を切断した上、目、耳、喉を潰して視覚、聴覚、声を奪い、挙句は厠(豚便所)に投げ落としてそれを人彘（人豚）と呼ばせた。
そして恵帝を呼びつけ、戚夫人のありさまを見せつけた。
もとより温厚な性格の恵帝は母の行いに衝撃を受け、以後酒色に溺れるようになり、そのまま早世したという。